# Yves Delage

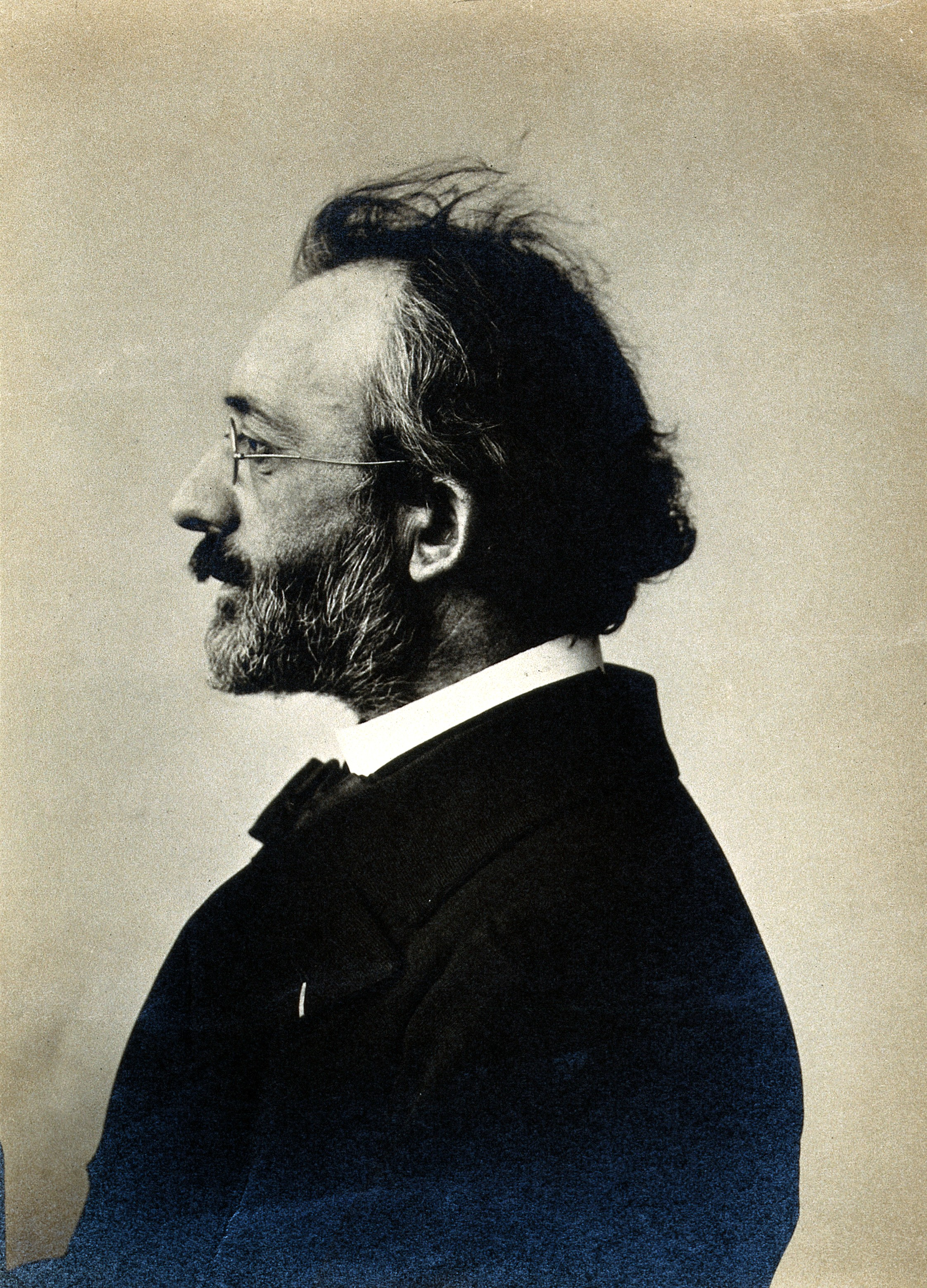
Ritratto fotografico di Yves Delage

Yves Delage (Avignone, 13 maggio 1854 – Sceaux, 7 ottobre 1920) è stato uno zoologo francese.

## Biografia
È noto per i suoi studi sull'anatomia e sulla fisiologia degli invertebrati.
Dal 1902 è stato professore di zoologia presso l'Università di Parigi. 
Nel corso della sua carriera è stato anche direttore della stazione biologia di Roscoff.
Nel 1902 Delage ha sostenuto l'autenticità della Sindone di Torino stimando, tra l'altro, a 1 su 10 miliardi la probabilità che non lo sia (Andreas Resch, Das Antlitz Christi, 2005, p. 12).
Opere principali: Traité de 'zoologie' concrète (1896-99, sei volumi) e La parthénogénèse naturelle et expérimentale (1913, con Marie Goldsmith).